# I Liga 1983/1984
Ekstraklasa 1983/84 byla nejvyšší polskou fotbalovou soutěží. Vítězem se stal a do Poháru mistrů evropských zemí se kvalifikoval tým Lech Poznań. Do Poháru UEFA se kvalifikovaly týmy Widzew Łódź a Pogoń Szczecin. Účast v Poháru vítězů pohárů si zajistil finalista poháru, Wisla Krakov.
Soutěže se zúčastnilo celkem 16 celků, soutěž se hrála způsobem každý s každým doma-venku (celkem tedy 30 kol) systémem podzim-jaro. Při shodném počtu bodů rozhodovaly o pořadí vzájemné zápasy. Sestoupily poslední 2 týmy Cracovia Krakov a Szombierki Bytom. 

## Tabulka
| Poř. | Tým                  | Z  | V  | R  | P  | VG | OG | B  |
| ---- | -------------------- | -- | -- | -- | -- | -- | -- | -- |
| 1.   | Lech Poznań          | 30 | 19 | 4  | 7  | 47 | 21 | 42 |
| 2.   | Widzew Łódź          | 30 | 15 | 12 | 3  | 43 | 25 | 42 |
| 3.   | Pogoń Szczecin       | 30 | 16 | 6  | 8  | 54 | 27 | 38 |
| 4.   | Górnik Zabrze        | 30 | 12 | 10 | 8  | 34 | 26 | 34 |
| 5.   | Legia Varšava        | 30 | 12 | 9  | 9  | 42 | 32 | 33 |
| 6.   | Górnik Wałbrzych (N) | 30 | 11 | 9  | 10 | 40 | 35 | 31 |
| 7.   | Ruch Chorzów         | 30 | 11 | 8  | 11 | 30 | 30 | 30 |
| 8.   | Śląsk Wrocław        | 30 | 11 | 8  | 11 | 41 | 47 | 30 |
| 9.   | GKS Katowice         | 30 | 11 | 7  | 12 | 41 | 42 | 29 |
| 10.  | Motor Lublin (N)     | 30 | 8  | 13 | 9  | 22 | 24 | 29 |
| 11.  | Wisla Krakov         | 30 | 8  | 11 | 11 | 33 | 38 | 27 |
| 12.  | Zagłębie Sosnowiec   | 30 | 7  | 13 | 10 | 25 | 35 | 27 |
| 13.  | Bałtyk Gdynia        | 30 | 7  | 11 | 12 | 25 | 30 | 25 |
| 14.  | ŁKS Łódź             | 30 | 8  | 9  | 13 | 29 | 43 | 25 |
| 15.  | Cracovia Krakov      | 30 | 6  | 9  | 15 | 19 | 35 | 21 |
| 16.  | Szombierki Bytom     | 30 | 5  | 7  | 18 | 23 | 58 | 17 |

|  | Pohár mistrů evropských zemí 1984/85 |
|  | Pohár vítězů pohárů 1984/85          |
|  | Pohár UEFA 1984/85                   |
|  | Sestup do 2. ligy                    |

## Nejlepší střelci
|    |        | hráč               | tým              | PG |
| -- | ------ | ------------------ | ---------------- | -- |
| 1. | Polsko | Włodzimierz Ciołek | Górnik Wałbrzych | 14 |
| 2. | Polsko | Adam Kensy         | Pogoń Szczecin   | 13 |
| 2. | Polsko | Marek Leśniak      | Pogoń Szczecin   | 13 |

## Soupiska mistra -Lech Poznań
Zbigniew Pleśnierowicz (30/0) - Józef Adamiec (29/2), Jarosław Araszkiewicz (6/1), Hieronim Barczak (29/0), Jacek Bąk (29/2), Czesław Jakołcewicz (29/3), Wojciech Jarzyński (1/0), Grzegorz Kapica (21/7), Dariusz Kofnyt (11/0), Grzegorz Łazarek (1/0), Damian Łukasik (19/3), Henryk Miłoszewicz (25/9), Sławomir Najtkowski (2/0), Mariusz Niewiadomski (30/4), Bogusław Oblewski (19/4), Mirosław Okoński (30/10), Krzysztof Pawlak (30/1), Rafał Stroiński (1/0), Andrzej Strugarek (5/0), Józef Szewczyk (9/0), Ryszard Szewczyk (27/1), Tadeusz Wiśniewski (1/0) - trenér Wojciech Łazarek